# Amt Mildstedt
Das Amt Mildstedt war ein Amt im Kreis Husum in Schleswig-Holstein. Zu ihm gehörten die folgenden sieben Gemeinden:
- Ipernstedt
- Mildstedt
- Oldersbek
- Rantrum
- Rosendahl
- Simonsberg
- Südermarsch

## Geschichte
1889 wurde der Amtsbezirk Mildstedt aus der Kirchspielslandgemeinde Mildstedt und der Gemeinde Simonsberg gebildet. Die Kirchspielslandgemeinde Mildstedt bestand aus den neun Dorfschaften Ipernstedt, Mildstedt, Nordhusum, Oldersbek, Osterhusum, Rantrum, Rödemis, Rosendahl und Südermarsch. 
Nordhusum wurde 1929 in die Stadt Husum eingemeindet. 1934 wurden die Kirchspielslandgemeinde Mildstedt aufgelöst und die Dorfschaften bildeten eigenständige Landgemeinden. Die Gemeinden Osterhusum und Rödemis wurden 1938 ebenfalls nach Husum eingemeindet.
1948 wurde der Amtsbezirk aufgelöst und die sieben Gemeinden bildeten die Kirchspielslandgemeinde Mildstedt, die noch im selben Jahr die Bezeichnung in Amt Mildstedt änderte. Mit Bildung des Kreises Nordfriesland wurde das Amt 1970 aufgelöst und die Gemeinden bildeten mit den Gemeinden der Ämter Ostenfeld und Schwabstedt das Amt Treene. 1974 wurden Ipernstedt nach Rantrum und Rosendahl nach Mildstedt eingemeindet.